# Gesneria clarensis
Gesneria clarensis är en tvåhjärtbladig växtart som beskrevs av Nathaniel Lord Britton och Percy Wilson. Gesneria clarensis ingår i släktet Gesneria och familjen Gesneriaceae. Inga underarter finns listade i Catalogue of Life.